# Stephen G. Young

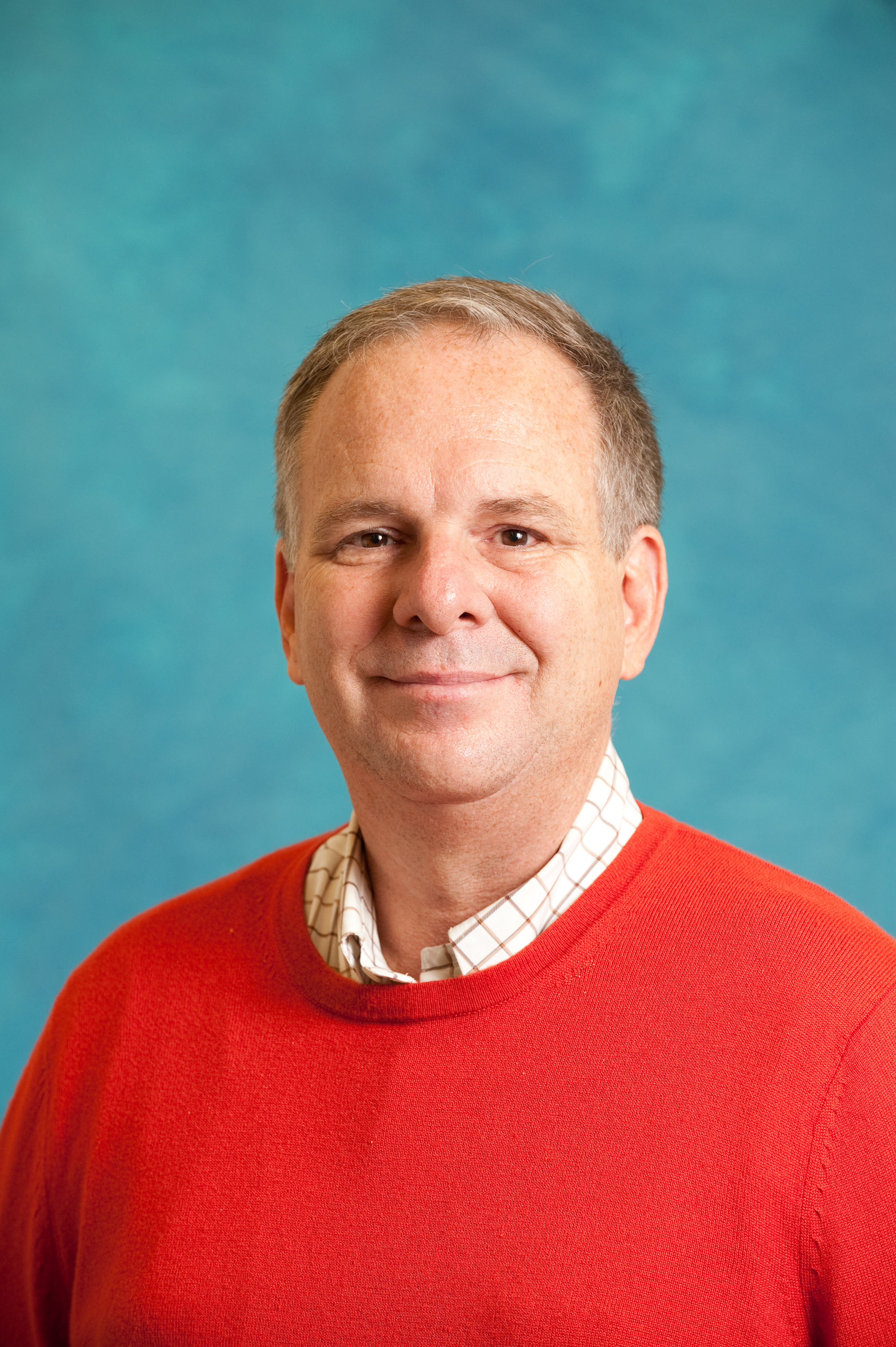
Stephen G. Young

Stephen G. Young (* 1952) ist ein US-amerikanischer Mediziner (ursprünglich Kardiologe).

## Leben
Young machte 1974 seinen Bachelorabschluss in Wissenschaftsgeschichte und Wissenschaftsphilosophie an der Princeton University und 1978 seinen M.-D.-Abschluss in Medizin an der Washington University. 1983 bis 1985 war er Kardiologe am Veterans Administration Medical Center in San Diego und 1984/85 Instructor und ab 1986 Assistant Professor an der University of California, San Diego. 1987 wurde er Assistant Professor, 1990 Associate Professor und 1996 Professor für Medizin an der University of California, San Francisco. Er war dort am Cardiovascular Research Institute (dessen Associate Director er 2004 wurde) und 1993 bis 2004 Leiter der Forschung in Kardiologie am San Francisco General Hospital. Seit 2004 ist er Professor für Medizin an der University of California, Los Angeles (UCLA), (David Geffen School of Medicine).
Young ist ein Pionier in der Entwicklung und Verwendung der Technik der Knockout-Maus zum Studium physiologischer und biochemischer Prozesse und damit verbundener Krankheiten wie Krebs, Arteriosklerose, Hypertriglyceridämie und Progerie. Letztere Erkrankung wird verursacht durch Fehler in der normalen posttranslationalen Modifikation eines Bestandteils der Zellkernwand (Lamin) durch eine Cholesterol-Verbindung, wie Young im Mausmodell zeigte. Ein ursprünglich für die Krebstherapie entwickeltes Medikament konnte die Progerie Symptome im Mausmodell lindern.
Mit Wissenschaftlern in Göteborg (Sahlgrenska Akademie) fand er neue Ansatzpunkte zur Krebstherapie (z. B. Lungenkrebs), indem sie im Mausmodell mit speziellen Knockout-Mauslinien zeigten, dass der Ausfall bestimmter Enzyme, die für die Umwandlung bestimmter körpereigener Proteinen in eine Tumor-induzierende Form nötig sind, die Entwicklung von Tumoren im Mausmodell unterdrückte.
Sein Labor erzeugte zahlreiche Knockout-Mausvarianten, die weltweit in Labors Verwendung fanden.
2010 erhielt er den Ernst Jung-Preis, 2016 wurde er in die National Academy of Sciences gewählt. Er ist Ehrendoktor der Universität Göteborg.